# Kopaniny (Aš)
Kopaniny (deutsch Krugsreuth) ist ein Ortsteil der Stadt Aš in Tschechien.

## Geographie

### Geographische Lage
Kopaniny liegt zwei Kilometer südlich von Bad Elster an der Grenze zu Deutschland im Okres Cheb. Die Ortslage befindet sich linksseitig über dem Tal der Weißen Elster im Elstergebirge. Nördlich erheben sich der Kopaninský vrch (645 m) und der Wolfsberg (596 m), im Nordosten die Reuther Höhe (602 m), östlich der Strážný (628 m) und der Plattenberg (683 m), im Südosten die Vyhlídka (678 m), südlich der Háj (757 m) und im Nordwesten der Studánecký vrch (Hungersberg, 696 m).

### Nachbargemeinden
Nachbarorte sind Kessel und Bad Elster im Norden, Reuth im Nordosten, Doubrava im Osten, Gürth im Südosten, Dolní Paseky im Süden, Podhradí im Südwesten sowie Novoměstí und Studánka im Nordwesten.

## Geschichte
Das Dorf entstand wahrscheinlich im 12. Jahrhundert. Erstmals schriftlich erwähnt wurde der Ort im Jahre 1315. Besitzer waren die Familien von Feilitzsch auf Sachsgrün, von Neipperg und schließlich die Familie von Zedtwitz auf Neuberg. Seit 1537 ist in Krugsreuth ein Rittersitz der Herren von Zedtwitz nachweisbar. Nach der Teilung der Neuberger Güter war Krugsreuth ab der Mitte des 18. Jahrhunderts der Herrschaft Oberteil untertänig.
Nach der Aufhebung der Patrimonialherrschaften bildete Krugsreuth eine Gemeinde im Bezirk Asch. Der Ort gliederte sich in die Ortslagen Unterdorf, Mitteldorf und Juchhöh. 1930 erbaute der Arbeiterturnverein ein Freibad, das unter dem Namen Rotes Meer bekannt wurde. Im Jahr 1939 zählte das Dorf 868 Einwohner. Nach dem Münchener Abkommen fiel das Dorf an das Deutsche Reich und gehörte zwischen 1938 und 1945 zum Landkreis Asch. Nach dem Ende des Zweiten Weltkrieges kam Kopaniny 1945 wieder zur Tschechoslowakei zurück. Die deutsche Bevölkerung wurde 1946 vertrieben; wegen seiner abgeschiedenen Randlage nahe der geschlossenen Grenze zur sowjetischen Besatzungszone konnte das Dorf nur schwach wiederbesiedelt werden. 1947 hatte Kopaniny nur noch 297 Einwohner. Damals wurde auch das Schwimmbad aufgegeben. Der Bevölkerungsrückgang setzte sich weiter fort. Beim Zensus von 2001 lebten in den 51 Häusern des Ortes 94 Personen.

### Einwohnerentwicklung
| Jahr | Einwohnerzahl |
| ---- | ------------- |
| 1869 | 686           |
| 1880 | 714           |
| 1890 | 699           |
| 1900 | 848           |
| 1910 | 992           |

| Jahr | Einwohnerzahl |
| ---- | ------------- |
| 1921 | 885           |
| 1930 | 914           |
| 1950 | 258           |
| 1961 | 219           |
| 1970 | 177           |

| Jahr | Einwohnerzahl |
| ---- | ------------- |
| 1980 | 126           |
| 1991 | 114           |
| 2001 | 94            |
| 2011 | 122           |

## Kultur und Sehenswürdigkeiten
- Schloss Kopaniny, erbaut 1612 für Bartholomäus von Zedtwitz. Es wurde in den Jahren 1677–1678 erweitert. 1945 wurde Franz von Zedtwitz enteignet. Das Schloss wurde geplündert, ruiniert und dem Verfall preisgegeben. Seit 2013 wird es restauriert.
- Herz-Jesu-Kirche; der einschiffige neogotische Bau entstand 1890 auf dem katholischen Friedhof. Im Oktober 1990 wurde die Kirche ausgeraubt. In den 1990er Jahren erfolgte die Reparatur der Kirche mit Unterstützung ehemaliger Bewohner.
- Ehemaliger katholischer Friedhof mit Familiengruft der Linie Zedtwitz-Neuberg Oberteil, der Friedhof entstand 1890
- Ehemaliger evangelischer Friedhof, angelegt 1889

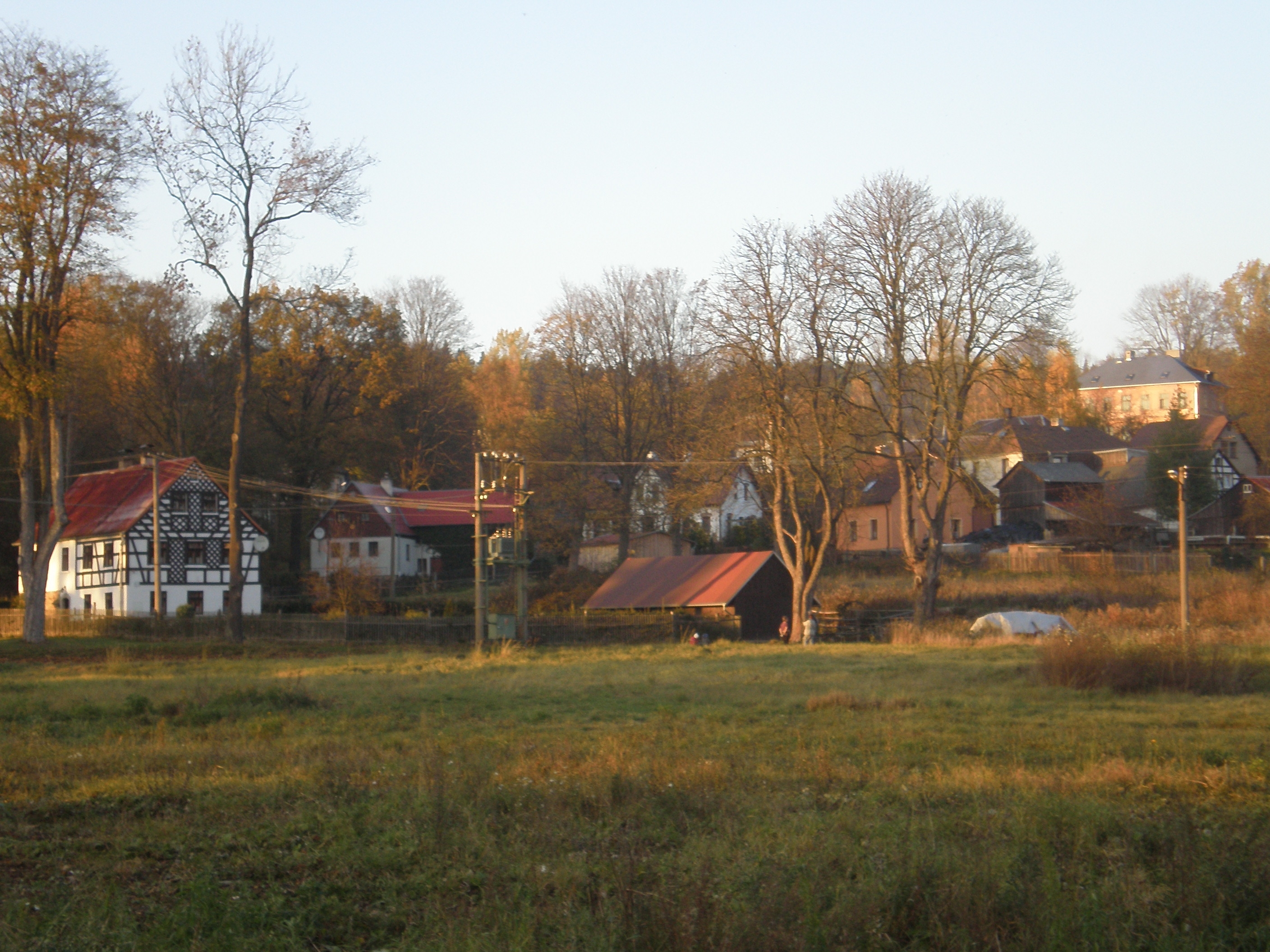
Ortsansicht (2008)
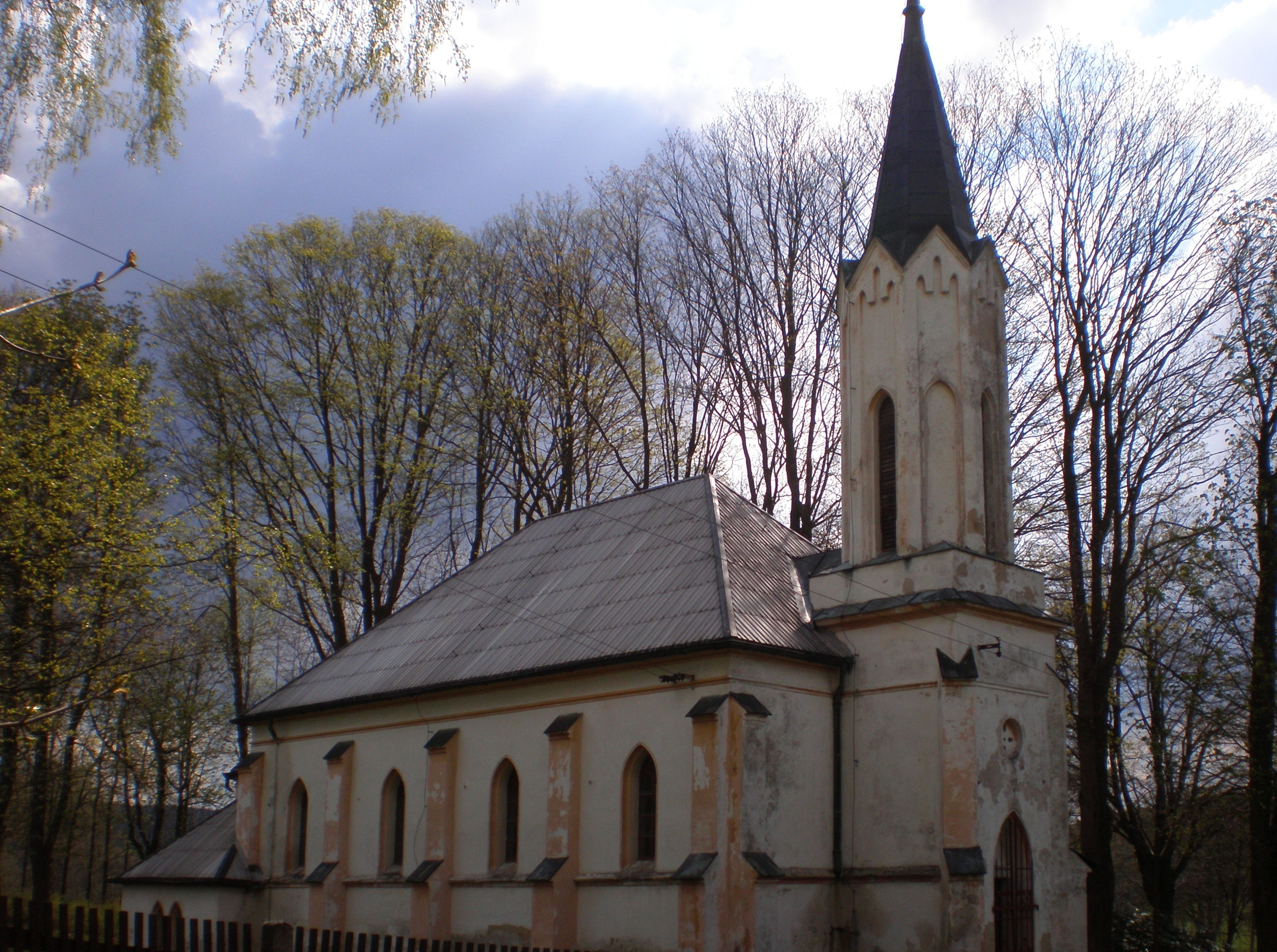
Herz-Jesu-Kirche (2008)
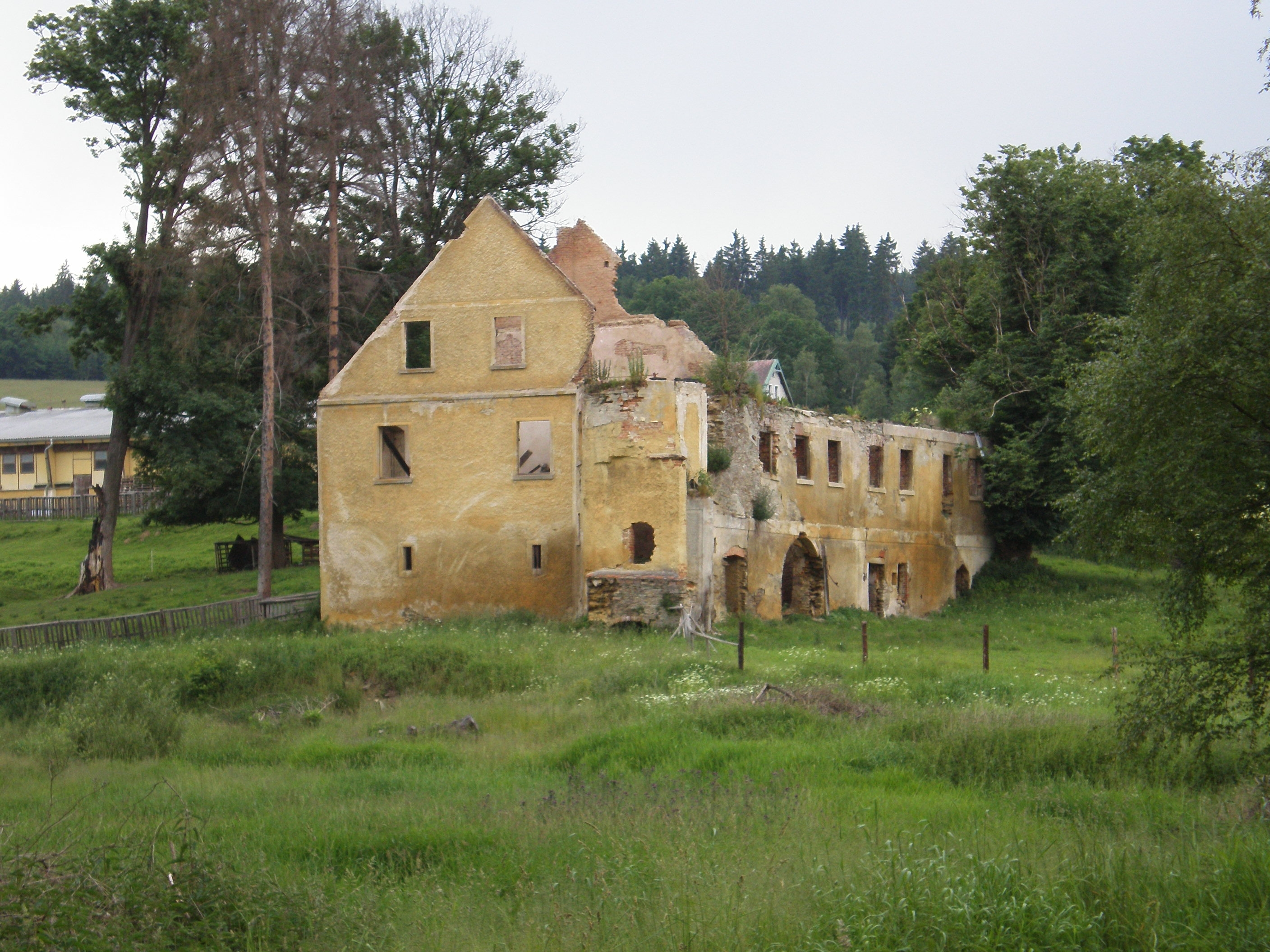
Schlossruine (2008)
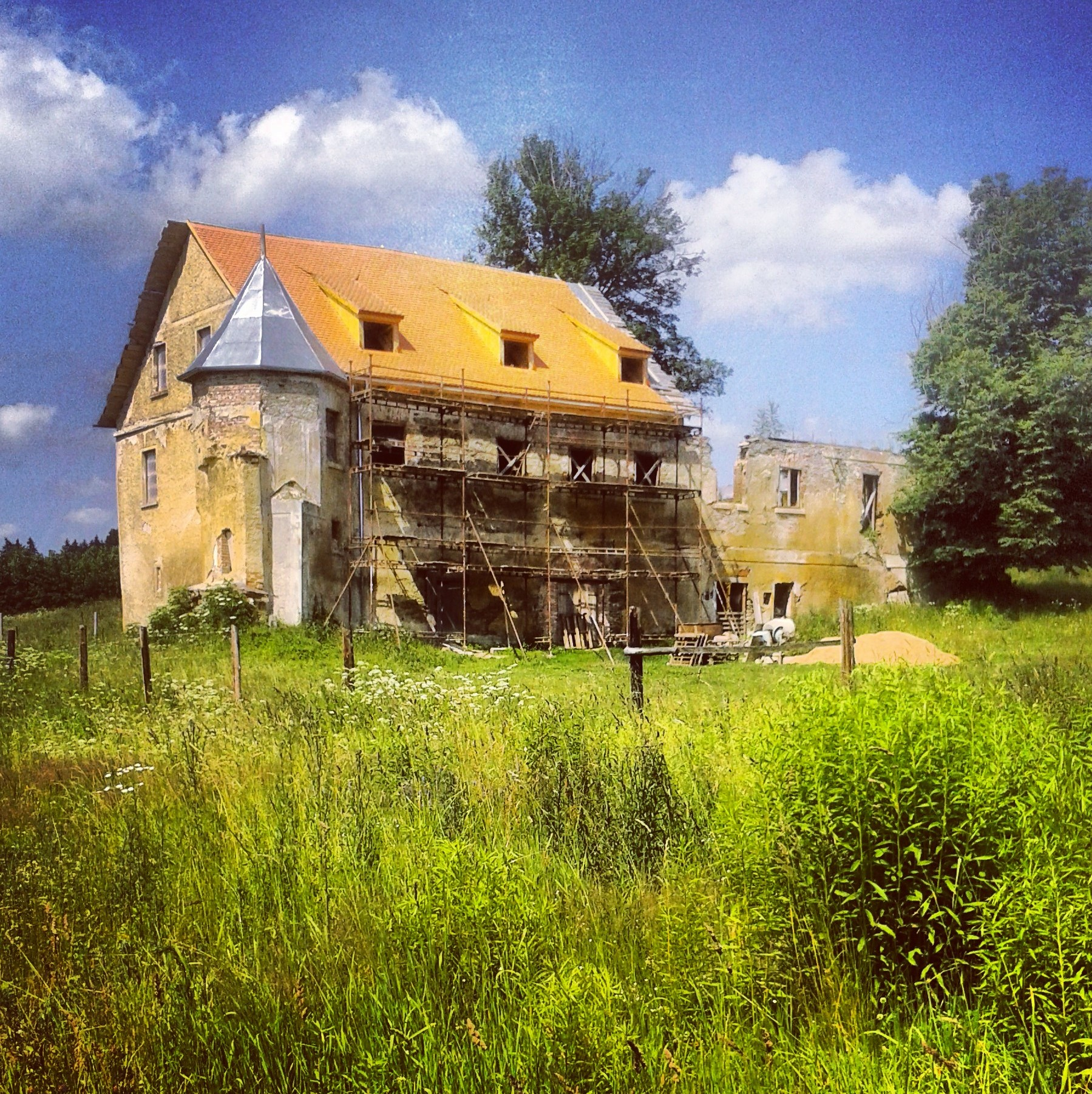
Restaurierung der Schlossruine Kopaniny (2013)